# إمانويل بابباس (سيرري)
إمانويل بابباس (Εμμανουήλ Παππάς) هي مدينة في سيرري في مقاطعة فوريا إلادا في اليونان.
يبلغ عدد سكانها حوالي 1034 نسمة.